# Seznam kulturních památek v Turnově
Tento seznam nemovitých kulturních památek ve městě Turnov v okrese Semily vychází z  Ústředního seznamu kulturních památek ČR, který na základě zákona č. 20/1987 Sb., o státní památkové péči, vede Národní památkový ústav jako ústřední organizace státní památkové péče. Údaje jsou průběžně upřesňovány, přesto mohou obsahovat i řadu věcných a formálních chyb a nepřesností či být neaktuální. 
Pokud byly některé části dotčeného území vyčleněny do samostatných seznamů, měly by být odkazy na tyto dílčí seznamy uvedeny v úvodu tohoto seznamu nebo v úvodu příslušné sekce seznamu.

## K. ú. Turnov

### ZSJ Turnov-střed
|  | Kategorie „Town hall in Turnov “ na Wikimedia Commons | Hledat fotografie a kategorie ve Wikimedia Commons podle rejstříkového čísla památky | Nahrát snímek k tomuto tématu do úložiště Wikimedia Commons |  |

|  | Kategorie „Church of Saint Francis Seraphicus (Turnov) “ na Wikimedia Commons | Hledat fotografie a kategorie ve Wikimedia Commons podle rejstříkového čísla památky | Nahrát snímek k tomuto tématu do úložiště Wikimedia Commons |  |

|  | Kategorie „Franciscan monastery in Turnov “ na Wikimedia Commons | Hledat fotografie a kategorie ve Wikimedia Commons podle rejstříkového čísla památky | Nahrát snímek k tomuto tématu do úložiště Wikimedia Commons |  |

|  | Kategorie „Česká spořitelna (náměstí Českého ráje) “ na Wikimedia Commons | Hledat fotografie a kategorie ve Wikimedia Commons podle rejstříkového čísla památky | Nahrát snímek k tomuto tématu do úložiště Wikimedia Commons |  |

|  |  | Hledat fotografie a kategorie ve Wikimedia Commons podle rejstříkového čísla památky | Nahrát snímek k tomuto tématu do úložiště Wikimedia Commons |  |

|  | Kategorie „Church of Saint Nicholas (Turnov) “ na Wikimedia Commons | Hledat fotografie a kategorie ve Wikimedia Commons podle rejstříkového čísla památky | Nahrát snímek k tomuto tématu do úložiště Wikimedia Commons |  |

|  | Kategorie „Deanery in Turnov “ na Wikimedia Commons | Hledat fotografie a kategorie ve Wikimedia Commons podle rejstříkového čísla památky | Nahrát snímek k tomuto tématu do úložiště Wikimedia Commons |  |

|  | Kategorie „Statues of Saints Wenceslaus, John of Nepomuk and Anthony of Padua in Turnov “ na Wikimedia Commons | Hledat fotografie a kategorie ve Wikimedia Commons podle rejstříkového čísla památky | Nahrát snímek k tomuto tématu do úložiště Wikimedia Commons |  |

|  | Kategorie „Skálova 70 “ na Wikimedia Commons | Hledat fotografie a kategorie ve Wikimedia Commons podle rejstříkového čísla památky | Nahrát snímek k tomuto tématu do úložiště Wikimedia Commons |  |

|  | Kategorie „Skálova 71 “ na Wikimedia Commons | Hledat fotografie a kategorie ve Wikimedia Commons podle rejstříkového čísla památky | Nahrát snímek k tomuto tématu do úložiště Wikimedia Commons |  |

|  |  | Hledat fotografie a kategorie ve Wikimedia Commons podle rejstříkového čísla památky | Nahrát snímek k tomuto tématu do úložiště Wikimedia Commons |  |

|  | Kategorie „Evangelical church (Turnov) “ na Wikimedia Commons | Hledat fotografie a kategorie ve Wikimedia Commons podle rejstříkového čísla památky | Nahrát snímek k tomuto tématu do úložiště Wikimedia Commons |  |

|  | Kategorie „Paclt's glassworks Turnov “ na Wikimedia Commons | Hledat fotografie a kategorie ve Wikimedia Commons podle rejstříkového čísla památky | Nahrát snímek k tomuto tématu do úložiště Wikimedia Commons |  |

|  |  | Hledat fotografie a kategorie ve Wikimedia Commons podle rejstříkového čísla památky | Nahrát snímek k tomuto tématu do úložiště Wikimedia Commons |  |

|  | Kategorie „Church of the Nativity of the Virgin Mary (Turnov) “ na Wikimedia Commons | Hledat fotografie a kategorie ve Wikimedia Commons podle rejstříkového čísla památky | Nahrát snímek k tomuto tématu do úložiště Wikimedia Commons |  |

|  | Kategorie „Statue of Saint John of Nepomuk in Mariánské náměstí, Turnov “ na Wikimedia Commons | Hledat fotografie a kategorie ve Wikimedia Commons podle rejstříkového čísla památky | Nahrát snímek k tomuto tématu do úložiště Wikimedia Commons |  |

|  |  | Hledat fotografie a kategorie ve Wikimedia Commons podle rejstříkového čísla památky | Nahrát snímek k tomuto tématu do úložiště Wikimedia Commons |  |

|  |  | Hledat fotografie a kategorie ve Wikimedia Commons podle rejstříkového čísla památky | Nahrát snímek k tomuto tématu do úložiště Wikimedia Commons |  |

|  |  | Hledat fotografie a kategorie ve Wikimedia Commons podle rejstříkového čísla památky | Nahrát snímek k tomuto tématu do úložiště Wikimedia Commons |  |

|  |  | Hledat fotografie a kategorie ve Wikimedia Commons podle rejstříkového čísla památky | Nahrát snímek k tomuto tématu do úložiště Wikimedia Commons |  |

|  | Kategorie „Mortuary in Turnov “ na Wikimedia Commons | Hledat fotografie a kategorie ve Wikimedia Commons podle rejstříkového čísla památky | Nahrát snímek k tomuto tématu do úložiště Wikimedia Commons |  |

|  | Kategorie „Antonína Dvořáka 331 (Turnov) “ na Wikimedia Commons | Hledat fotografie a kategorie ve Wikimedia Commons podle rejstříkového čísla památky | Nahrát snímek k tomuto tématu do úložiště Wikimedia Commons |  |

|  |  | Hledat fotografie a kategorie ve Wikimedia Commons podle rejstříkového čísla památky | Nahrát snímek k tomuto tématu do úložiště Wikimedia Commons |  |

|  | Kategorie „Statue of Saint John of Nepomuk in Hluboká street, Turnov “ na Wikimedia Commons | Hledat fotografie a kategorie ve Wikimedia Commons podle rejstříkového čísla památky | Nahrát snímek k tomuto tématu do úložiště Wikimedia Commons |  |

|  |  | Hledat fotografie a kategorie ve Wikimedia Commons podle rejstříkového čísla památky | Nahrát snímek k tomuto tématu do úložiště Wikimedia Commons |  |

|  | Kategorie „Theatre in Turnov “ na Wikimedia Commons | Hledat fotografie a kategorie ve Wikimedia Commons podle rejstříkového čísla památky | Nahrát snímek k tomuto tématu do úložiště Wikimedia Commons |  |

|  | Kategorie „Synagogue in Turnov “ na Wikimedia Commons | Hledat fotografie a kategorie ve Wikimedia Commons podle rejstříkového čísla památky | Nahrát snímek k tomuto tématu do úložiště Wikimedia Commons |  |

### ZSJ Hruštice
|  | Kategorie „Josef Pekař bust in Turnov “ na Wikimedia Commons | Hledat fotografie a kategorie ve Wikimedia Commons podle rejstříkového čísla památky | Nahrát snímek k tomuto tématu do úložiště Wikimedia Commons |  |

|  | Kategorie „Elementary school Turnov Skálova “ na Wikimedia Commons | Hledat fotografie a kategorie ve Wikimedia Commons podle rejstříkového čísla památky | Nahrát snímek k tomuto tématu do úložiště Wikimedia Commons |  |

|  | Kategorie „Pomník padlým ve světových válkách a obětem komunismu (Turnov) “ na Wikimedia Commons | Hledat fotografie a kategorie ve Wikimedia Commons podle rejstříkového čísla památky | Nahrát snímek k tomuto tématu do úložiště Wikimedia Commons |  |

|  | Kategorie „Monument to Miroslav Tyrš in Turnov “ na Wikimedia Commons | Hledat fotografie a kategorie ve Wikimedia Commons podle rejstříkového čísla památky | Nahrát snímek k tomuto tématu do úložiště Wikimedia Commons |  |

|  | Kategorie „Statue of John of Nepomuk in Rývovy sady (Turnov) “ na Wikimedia Commons | Hledat fotografie a kategorie ve Wikimedia Commons podle rejstříkového čísla památky | Nahrát snímek k tomuto tématu do úložiště Wikimedia Commons |  |

|  |  | Hledat fotografie a kategorie ve Wikimedia Commons podle rejstříkového čísla památky | Nahrát snímek k tomuto tématu do úložiště Wikimedia Commons |  |

|  |  | Hledat fotografie a kategorie ve Wikimedia Commons podle rejstříkového čísla památky | Nahrát snímek k tomuto tématu do úložiště Wikimedia Commons |  |

|  |  | Hledat fotografie a kategorie ve Wikimedia Commons podle rejstříkového čísla památky | Nahrát snímek k tomuto tématu do úložiště Wikimedia Commons |  |

|  | Kategorie „Saint Matthias church (Turnov) “ na Wikimedia Commons | Hledat fotografie a kategorie ve Wikimedia Commons podle rejstříkového čísla památky | Nahrát snímek k tomuto tématu do úložiště Wikimedia Commons |  |

|  | Kategorie „1866 War Memorial, Turnov “ na Wikimedia Commons | Hledat fotografie a kategorie ve Wikimedia Commons podle rejstříkového čísla památky | Nahrát snímek k tomuto tématu do úložiště Wikimedia Commons |  |

### ZSJ Výšinka
|  | Kategorie „Statue of Immaculata (Turnov) “ na Wikimedia Commons | Hledat fotografie a kategorie ve Wikimedia Commons podle rejstříkového čísla památky | Nahrát snímek k tomuto tématu do úložiště Wikimedia Commons |  |

|  | Kategorie „Calvary in Turnov “ na Wikimedia Commons | Hledat fotografie a kategorie ve Wikimedia Commons podle rejstříkového čísla památky | Nahrát snímek k tomuto tématu do úložiště Wikimedia Commons |  |

### ZSJ Pod Výšinkou
| Památka                     | Fotografie                                                  | Rejstříkové číslo v ÚSKP                                                             | Sídelní útvar                                               | Poloha                                                                                 | Popis a poznámky |
| --------------------------- | ----------------------------------------------------------- | ------------------------------------------------------------------------------------ | ----------------------------------------------------------- | -------------------------------------------------------------------------------------- | --- |
| Židovský hřbitov (Q1716556) | \| \| \| \| \| \|                                           | 18267/6-2833 Pam. katalog MIS                                                        | Turnov                                                      | Sobotecká 236, parc. 1817, 1816/1, 1816/2, 1816/3 50°34′58,93″ s. š., 15°9′9,25″ v. d. | Židovský hřbitov: hřbitovní domek čp. 236, židovský hřbitov s náhrobky, ohradní zeď · Zapsáno do státního seznamu před rokem 1988. |
|                             | Kategorie „Jewish cemetery in Turnov “ na Wikimedia Commons | Hledat fotografie a kategorie ve Wikimedia Commons podle rejstříkového čísla památky | Nahrát snímek k tomuto tématu do úložiště Wikimedia Commons |                                                                                        | |

### ZSJ U nádraží
| Památka                        | Fotografie                                                | Rejstříkové číslo v ÚSKP                                                             | Sídelní útvar                                               | Poloha                                              | Popis a poznámky                                         |
| ------------------------------ | --------------------------------------------------------- | ------------------------------------------------------------------------------------ | ----------------------------------------------------------- | --------------------------------------------------- | -------------------------------------------------------- |
| U Nádraží čp. 1294 (Q31864848) | \| \| \| \| \| \|                                         | 49768/6-6075 Pam. katalog MIS                                                        | Turnov                                                      | U Nádraží 1294 50°35′13,99″ s. š., 15°8′24,5″ v. d. | Kubistický dům Památkově chráněno od 17. listopadu 1998. |
|                                | Kategorie „U Nádraží 1294 (Turnov) “ na Wikimedia Commons | Hledat fotografie a kategorie ve Wikimedia Commons podle rejstříkového čísla památky | Nahrát snímek k tomuto tématu do úložiště Wikimedia Commons |                                                     |                                                          |

### ZSJ Nudvojovice
|  | Kategorie „Church of Saint John the Baptist (Turnov) “ na Wikimedia Commons | Hledat fotografie a kategorie ve Wikimedia Commons podle rejstříkového čísla památky | Nahrát snímek k tomuto tématu do úložiště Wikimedia Commons |  |

|  | Kategorie „Granary (Nudvojovice) “ na Wikimedia Commons | Hledat fotografie a kategorie ve Wikimedia Commons podle rejstříkového čísla památky | Nahrát snímek k tomuto tématu do úložiště Wikimedia Commons |  |

|  | Kategorie „Railway depot in Turnov “ na Wikimedia Commons | Hledat fotografie a kategorie ve Wikimedia Commons podle rejstříkového čísla památky | Nahrát snímek k tomuto tématu do úložiště Wikimedia Commons |  |

## K. ú. Mašov u Turnova

### Valdštejnsko
|  | Kategorie „Sýpka Valdštejnsko (Turnov) “ na Wikimedia Commons | Hledat fotografie a kategorie ve Wikimedia Commons podle rejstříkového čísla památky | Nahrát snímek k tomuto tématu do úložiště Wikimedia Commons |  |

|  | Kategorie „Chapel of Saint John of Nepomuk (Turnov) “ na Wikimedia Commons | Hledat fotografie a kategorie ve Wikimedia Commons podle rejstříkového čísla památky | Nahrát snímek k tomuto tématu do úložiště Wikimedia Commons |  |

### Mašov
| Památka              | Fotografie                                                 | Rejstříkové číslo v ÚSKP                                                             | Sídelní útvar                                               | Poloha                                                                | Popis a poznámky                                                                   |
| -------------------- | ---------------------------------------------------------- | ------------------------------------------------------------------------------------ | ----------------------------------------------------------- | --------------------------------------------------------------------- | ---------------------------------------------------------------------------------- |
| Krucifix (Q37816858) | \| \| \| \| \| \|                                          | 19718/6-2840 Pam. katalog MIS                                                        | Mašov                                                       | Sobotecká, U Školy, při čp. 165 50°34′25,19″ s. š., 15°8′41,63″ v. d. | Krucifix Poznámka: parcelní číslo neuvedeno Památkově chráněno od 31. března 1964. |
|                      | Kategorie „Crucifix (Mašov, Turnov) “ na Wikimedia Commons | Hledat fotografie a kategorie ve Wikimedia Commons podle rejstříkového čísla památky | Nahrát snímek k tomuto tématu do úložiště Wikimedia Commons |                                                                       |                                                                                    |

### Kadeřavec
| Památka                                 | Fotografie                                                  | Rejstříkové číslo v ÚSKP                                                             | Sídelní útvar                                               | Poloha                                                                        | Popis a poznámky |
| --------------------------------------- | ----------------------------------------------------------- | ------------------------------------------------------------------------------------ | ----------------------------------------------------------- | ----------------------------------------------------------------------------- | --- |
| Sloup se sochou Panny Marie (Q37338139) | \| \| \| \| \| \|                                           | 20278/6-2839 Pam. katalog MIS                                                        | Kadeřavec                                                   | při Briksiho statku (mezi čp. 20 a 31?) 50°33′56,04″ s. š., 15°8′11,26″ v. d. | Barokní pískovcový sloup se sochou Panny Marie. Na kónickém podstavci čtvercového půdorysu, s profilovanou základnou a římsou, spočívá vypouklý kulatý dřík, nahoru se zužující, s pískovcovou sochou Panny Marie s Ježíškem v náručí. Na podstavci je vyryt letopočet 1747. Podle místního konzervátora památkové péče Karla Vika z Turnova je nutno datum zrodu sloupu posunout o něco dříve, asi do roku 1726. Na dříku sloupku jsou vytesány reliéfy sv. Josefa, sv. Václava, sv. Jana Nepomuckého, sv. Rozálie?, sv. Anny, sv. Máří Magdalény, sv. Jana Evangelisty, sv. Šimona a neidentifikovatelného světce. Reliéfy světců byly s největší určitostí vysekány do sloupku asi o jedno století později. Pravděpodobně dílo některé z blízkých turnovských řezbářských dílen z první poloviny 18. století. · Poznámka: Parcelní číslo neuvedeno. Monumnet uvádí sídelní útvar Mašov a část obce Kadeřavec. Briksiho statek se nepodařilo s pomocí Google identifikovat. · Zapsáno do státního seznamu před rokem 1988. |
|                                         | Kategorie „Maria column in Kadeřavec “ na Wikimedia Commons | Hledat fotografie a kategorie ve Wikimedia Commons podle rejstříkového čísla památky | Nahrát snímek k tomuto tématu do úložiště Wikimedia Commons |                                                                               | |

### Pelešany
|  | Kategorie „Castle Valdštejn “ na Wikimedia Commons | Hledat fotografie a kategorie ve Wikimedia Commons podle rejstříkového čísla památky | Nahrát snímek k tomuto tématu do úložiště Wikimedia Commons |  |

|  |  | Hledat fotografie a kategorie ve Wikimedia Commons podle rejstříkového čísla památky | Nahrát snímek k tomuto tématu do úložiště Wikimedia Commons |  |

## K. ú. Daliměřice

### Daliměřice
| Památka                                    | Fotografie        | Rejstříkové číslo v ÚSKP                                                             | Sídelní útvar                                               | Poloha                                                        | Popis a poznámky |
| ------------------------------------------ | ----------------- | ------------------------------------------------------------------------------------ | ----------------------------------------------------------- | ------------------------------------------------------------- | --- |
| Socha svatého Jana Nepomuckého (Q38150011) | \| \| \| \| \| \| | 15248/6-2835 Pam. katalog MIS                                                        | Turnov                                                      | Bezručova 21, Daliměřice 50°35′37,66″ s. š., 15°9′8,52″ v. d. | Socha sv. Jana Nepomuckého · Poznámka: Parcelní číslo ani přesné umístění v MonumNetu neuvedeno. Nalezeno v zahradě u čp. 21. · Zapsáno do státního seznamu před rokem 1988. |
|                                            |                   | Hledat fotografie a kategorie ve Wikimedia Commons podle rejstříkového čísla památky | Nahrát snímek k tomuto tématu do úložiště Wikimedia Commons |                                                               | |

### Hrubý Rohozec
| Památka                       | Fotografie                                             | Rejstříkové číslo v ÚSKP                                                             | Sídelní útvar                                               | Poloha                                                      | Popis a poznámky |
| ----------------------------- | ------------------------------------------------------ | ------------------------------------------------------------------------------------ | ----------------------------------------------------------- | ----------------------------------------------------------- | --- |
| Zámek Hrubý Rohozec (Q366697) | \| \| \| \| \| \|                                      | 16914/6-2836 Pam. katalog MIS                                                        | Turnov                                                      | Hrubý Rohozec 1, 2, 8 50°35′53,37″ s. š., 15°9′25,94″ v. d. | Zámek Hrubý Rohozec: - zámek čp. 1, brána, most, terasa s bazénem - park, sochy sv. Barbory, sv. Václava, sv. Josefa a P. Marie, sousoší Panny Marie a dvou dcer Doltovských, žardoniéra, bazén II, kamenné lavice I-II, kamenný stolek, schodiště, grotta, ohradní zeď s bránou II a brankami - hospodářský dvůr: dům čp. 2, dům čp. 8, hospodářské budovy, pivovar, sýpka, ohradní zeď s bránou, brána III, brána IV. Hlavní část (vlastní zámek a park) je národní kulturní památkou. · Zapsáno do státního seznamu před rokem 1988. |
|                               | Kategorie „Hrubý Rohozec Castle “ na Wikimedia Commons | Hledat fotografie a kategorie ve Wikimedia Commons podle rejstříkového čísla památky | Nahrát snímek k tomuto tématu do úložiště Wikimedia Commons |                                                             | |

## K. ú. Bukovina u Turnova

### Bukovina
| Památka                                    | Fotografie        | Rejstříkové číslo v ÚSKP                                                             | Sídelní útvar                                               | Poloha                                                                                            | Popis a poznámky |
| ------------------------------------------ | ----------------- | ------------------------------------------------------------------------------------ | ----------------------------------------------------------- | ------------------------------------------------------------------------------------------------- | --- |
| Socha svatého Jana Nepomuckého (Q37025524) | \| \| \| \| \| \| | 51211/6-6231 Pam. katalog MIS                                                        | Bukovina                                                    | křižovatka polních cest severně od Kobylky, U Jana, pp. 208 50°36′40,98″ s. š., 15°10′9,38″ v. d. | Socha sv. Jana Nepomuckého Poznámka: Parcela st. 208 uvedená v MonumNetu je zřejmě chyba, na té se nachází přístřešek v tábořišti u hospody Zrcadlová koza v Loužku. Spíše se jedná o parcelu pp. 208, tedy o rozcestí v lokalitě U Jana severně od Kobylky, na němž zatáčí do pravého úhlu červeně značená turistická trasa. Památkově chráněno od 27. listopadu 2001. |
|                                            |                   | Hledat fotografie a kategorie ve Wikimedia Commons podle rejstříkového čísla památky | Nahrát snímek k tomuto tématu do úložiště Wikimedia Commons |                                                                                                   | |

### Dolánky u Turnova
|  | Kategorie „Ábelův mlýn “ na Wikimedia Commons | Hledat fotografie a kategorie ve Wikimedia Commons podle rejstříkového čísla památky | Nahrát snímek k tomuto tématu do úložiště Wikimedia Commons |  |

|  | Kategorie „Dlaskův statek “ na Wikimedia Commons | Hledat fotografie a kategorie ve Wikimedia Commons podle rejstříkového čísla památky | Nahrát snímek k tomuto tématu do úložiště Wikimedia Commons |  |